# 222
222（二百二十二、にひゃくにじゅうに）は自然数、また整数において、221の次で223の前の数である。

## 性質
- 222は合成数であり、約数は1, 2, 3, 6, 37, 74, 111, 222である。
  - 約数の和は456。
  - 52番目の過剰数である。1つ前は220、次は224。
- 32番目の回文数である。1つ前は212、次は232。
  - 一桁の数を除くと22番目の回文数である。
  - 2が3つ並ぶぞろ目である。1つ前は111、次は333。(オンライン整数列大辞典の数列 A014181)
- 20番目の楔数である。1つ前は195、次は230。
- 67番目のハーシャッド数である。1つ前は220、次は224。
  - 6を基とする9番目のハーシャッド数である。1つ前は204、次は240。
  - 回文数がハーシャッド数になる12番目の数である。1つ前は171、次は252。ただし1桁の1から9までを除くと3番目の数である。
  - 楔数がハーシャッド数になる9番目の数である。1つ前は195、次は230。
- 円を中心角が約222.49°になるように2つに分けると、それらの扇形の面積比は黄金比となる。

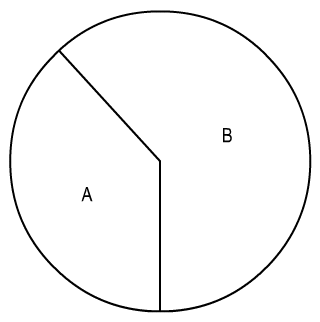
中心角222.49°でB/Aは黄金比

- 1/222 ＝ 0.0045... (下線部は循環節で長さは3)
  - 逆数が循環小数になる数で循環節が3になる11番目の数である。1つ前は216、次は270。(オンライン整数列大辞典の数列 A069105)
- 各位の平方和が12になる最小の数である。次は1113。(オンライン整数列大辞典の数列 A003132)
  - 各位の平方和が n になる最小の数である。1つ前の11は113、次の13は23。(オンライン整数列大辞典の数列 A055016)
- 各位の立方和が24になる最小の数である。次は2022。(オンライン整数列大辞典の数列 A055012)
  - 各位の立方和が n になる最小の数である。1つ前の23は111111122、次の25は1222。(オンライン整数列大辞典の数列 A165370)
- 各位の積が8になる11番目の数である。1つ前は214、次は241。(オンライン整数列大辞典の数列 A199989)
- 222 = 12 + 52 + 142 = 12 + 102 + 112 = 22 + 72 + 132
  - 3つの平方数の和3通りで表せる25番目の数である。1つ前は221、次は225。(オンライン整数列大辞典の数列 A025323)
  - 異なる3つの平方数の和3通りで表せる13番目の数である。1つ前は221、次は237。(オンライン整数列大辞典の数列 A025341)
- 222 = 63 + 6
  - n = 6 のときの n 3 + n の値とみたとき1つ前は130、次は350。(オンライン整数列大辞典の数列 A034262)
- すべての桁が素数である21番目の数である。1つ前は77、次は223。(オンライン整数列大辞典の数列 A046034)
- 桁の調和平均が2になる6番目の数である。1つ前は163、次は316。(オンライン整数列大辞典の数列 A062180)
例．3/1/2 + 1/2 + 1/2 = 2
- 222 = 2 × (102 + 10 + 1) = 2 × (112 − 11 + 1)
  - n = 10 のときの 2(n2 + n + 1) の値とみたとき1つ前は182、次は266。(オンライン整数列大辞典の数列 A051890)
- 約数の和が222になる数は1個ある。(146) 約数の和1個で表せる49番目の数である。1つ前は217、次は230。
- 各位の和が6になる16番目の数である。1つ前は213、次は231。

## その他 222 に関連すること
- 西暦222年
- 紀元前222年
- 年始から数えて222日目は8月10日、閏年は8月9日。
- 第222代ローマ教皇はマルケルス2世（在位：1555年4月9日～5月1日）である。
- 松本零士のSF漫画『銀河鉄道999』に登場する、銀河鉄道株式会社が保有する鉄道車両。公式設定では大オリオン線を走る特急222 (スリー･ツー (Three Two)) 号（別名:ビオナス2号(Vionus No.2) とされている。
- 紫外線の波長の1つ、222nm。
- ブルーフィッシュ (USS Bluefish, SS-222) は、アメリカ海軍の潜水艦。
- 222D
- UFC 222
- G.222 (航空機)
- BV 222 (航空機)
- Sd Kfz 222
- A-222 130mm自走沿岸砲
- ベル 222
- ユンカース ユモ 222
- トランスアジア航空222便着陸失敗事故
- ラドン222は、ラドンの同位体。
- イーウチェンコ AI-222
- 国際連合安全保障理事会決議222